# Dekanat dolnośląski
Dekanat dolnośląski – dekanat diecezji wrocławskiej Kościoła Polskokatolickiego w RP, obejmujący swoim zasięgiem obszar województwa dolnośląskiego i opolskiego oraz część wielkopolskiego. Siedziba dekanatu znajduje się w Boguszowie-Gorcach.

## Parafie dekanatu dolnośląskiego
- parafia św. Pawła Apostoła w Boguszowie-Gorcach, proboszcz: ks. dziek. mgr Bogusław Kropielnicki
  - kościół w Gorcach
- parafia Matki Bożej Różańcowej w Dusznikach-Zdroju, proboszcz: ks. mgr Bogdan Skowroński
- parafia Matki Bożej Nieustającej Pomocy w Jeleniej Górze, proboszcz: ks. mgr Anatol Sielchanowicz
- parafia prokatedralna Narodzenia Najświętszej Maryi Panny w Kotłowie, proboszcz: ks. inf. mgr Julian Kopiński
- parafia Narodzenia Najświętszej Maryi Panny w Obórkach, proboszcz: wakat
- parafia Najświętszej Maryi Panny Królowej Polski w Strzyżewie, proboszcz: ks. inf. mgr Julian Kopiński
- parafia św. Antoniego z Padwy w Świdnicy, proboszcz: wakat
- parafia Zesłania Ducha Świętego w Wałbrzychu, proboszcz: ks. dziek. mgr Bogusław Kropielnicki
- parafia katedralna św. Marii Magdaleny we Wrocławiu, proboszcz: ks. mgr Piotr Mikołajczak